# ماني فيغا
ماني فيغا (بالإنجليزية: Manny Vega)‏ هو رسام أمريكي، ولد في 10 فبراير 1956 في ذا برونكس في الولايات المتحدة.

## وصلات خارجية
- الموقع الرسمي